# Chiara Siracusa
Chiara, celotno ime Chiara Siracusa, malteška pevka, znana zlasti po trikratnem zastopanju Malte na Pesmi Evrovizije; * 25. september 1976.

## Evrovizijski nastopi
Chiara je Malto na Pesmi Evrovizije prvič zastopala leta 1998 v Birminghamu, ko je prepevala balado The one that I love ter se do konca borila z izraelsko predstavnico za prvo mesto. Pred razglasitvijo točk zadnje države, Makedonije, zmagovalec še vedno ni bil določen, a Makedonija Malti ni podelila nobene točke in zmagala je Dana International. Na koncu je pristala celo na tretjem mestu, tudi za Veliko Britanijo.
Po evrovizijskem nastopu in do leta 2003 je izdala 3 albume. Leta 2005 je ponovno zmagala na nacionalnem izboru za Pesem Evrovizije; z balado Angel se je uvrstila v Kijevu v finale ter zasedla 2. mesto. Tokrat je skladbo napisala sama.
Tretjič je na evrovizijskih odrih nastopila leta 2009. S pesmijo What if we se je ponovno uvrstila v finale, na koncu pa pristala na 22. mestu.

## Albumi
- 1998: Shades Of One
- 2000: What You Want
- 2003: Covering Diversions
- 2005: Here I Am